# Ермак (газета)
«Ермак» — российская ежедневная газета. Издавалась Алексеем Афромеевым в Тюмени в 1912—1917 годах.

## История
В ноябре 1911 — апреле 1912 Афромеев издавал газету «Сибирский торговый посредник». В 1912 году он купил у А. Благинина электротипографию, где начал печатать новую газету — «Ермак». Первый номер вышел 28 апреля 1912 года. Сначала газета выходила ежедневно, а с 1914 года — два раза в день. В утреннем выпуске было четыре полосы, в вечернем — две. В первом номере издатель обещал: «„Ермак“, как „Сибирский торговый посредник“, будет служить обществу, а не лицам, и по-прежнему со скальпелем в руках вскрывать гнойники нашей жизни…».
В газете публиковались правительственные распоряжения, новости, объявления. Афромеев критиковал издателя «Сибирской торговой газеты» Александра Крылова, купца, бывшего городского голову Андрея Текутьева, главу Тюменского временного исполнительного комитета Виктора Колокольникова. Весной 1917 года Афромеев за выступления против Временного правительства был сослан в Сургут, и газета закрылась. Последний номер вышел 29 апреля 1917 года.